# Beaux Arts Magazine
Beaux Arts Magazine es una revista francesa fundada en 1983 y dedicada a las artes visuales en todas sus formas y períodos. Se publica mensualmente.

## Historia
Fundada y dirigida por Thierry Taittinger, Beaux Arts Magazine se ha convertido en una de las revistas europeas más vendidas en su campo, con casi 50 000 ejemplares por número en 2005. En 1994, Beaux Arts Magazine se complementó con la entidad Beaux Arts Éditions, que publica cada año obras sobre la creación y la actualidad artística: cuadernos de exposiciones dedicados a exposiciones temporales, ediciones especiales dedicadas a colecciones permanentes, catálogos, álbumes, antologías y libros de calidad.
En mayo de 2016, Beaux Arts Magazine fue comprada por Frédéric Jousset, cofundador y presidente de Webhelp. Él mismo es mecenas, coleccionista y amante del arte. En octubre de 2017, la revista publicó su número 400, con un reportaje titulado «Qu'est-ce que la beauté aujourd'hui ?» y una fórmula que evoluciona, sin dejar de ser una publicación «generalista sobre arte» destinada al gran público. El equipo editorial está dirigido por Fabrice Bousteau.